# Norra Lundby distrikt
Norra Lundby distrikt är ett distrikt i Skara kommun och Västra Götalands län. 
Distriktet ligger öster om Skara. 

## Tidigare administrativ tillhörighet
Distriktet inrättades 2016 och utgörs av socknen Norra Lundby i Skara kommun.
Området motsvarar den omfattning Norra Lundby församling hade vid årsskiftet 1999/2000.